# الخميس البدين

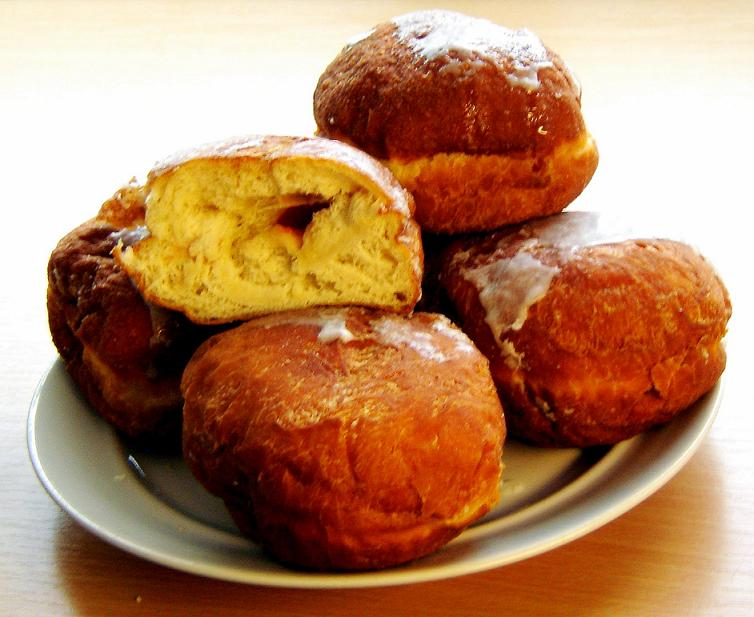
الدونات البولندية، وهي حلويات تقدّم على شرف هذا اليوم.

الخميس البدين (بالألمانية: Schmotzigen Donnerstag، باليونانية: Γλυκοπέμπτη؛ بالبولندية: Tłusty czwartek، بالمجرية: Torkos csütörtök)، هو عيد مسيحي كاثوليكي تقليدي يُقام على شرف وبمناسبة يوم الخميس الذي يسبق الصوم الكبير وهي مناسبة ترتبط مع احتفال الكرنفال.
وبسبب أنّ الصوم هو وقت مخصص للصيام، فإن الفرصة القادمة إلى إقامة وليمة لا تكون حتى يوم عيد القيامة. علمًا أن المناسبة مشابه ليوم ماردي جرا لكن ينبغي عدم الخلط مع المهرجان الفرنسي ماردي جرا (الثلاثاء البدين). تقليديًا يوم الخميس البدين هو يوم مخصص لتناول الطعام، وعندما يجتمع الناس في المنازل أو المقاهي مع أصدقائهم وأقاربهم يتم تناول كميات كبيرة من الحلويات والكعك والوجبات الأخرى التي لا يؤكل عادة أثناء الصوم الكبير. من بين الأطباق الأكثر شعبية التي تؤكل في هذا اليوم هي الدونات البولنديّة (بالبولنديّة: pączki) وهي من تقاليد المناسبة. في اليونان يرافق الاحتفال الخروج إلى الشوارع وإستهلاك كميات كبيرة من اللحوم والسوفلاكي.

## الدول

### بولندا
في بولندا يُطلق على الخميس البدين اسم Tłusty Czwartek. يشتري الناس معجناتهم المفضلة من مخابزهم المحلية. تشمل الأطعمة التقليدية pączki (الكعك)، وهي قطع كبيرة مقلية من عجينة غنية بشكل خاص، محشوة تقليديًا بمربى البرقوق أو بتلات الورد (على الرغم من استخدام البعض الآخر بشكل شائع) ومغطاة بمسحوق السكر أو البودرة أو الصقيل. يشيع تناول أجنحة الملاك (فوركي) أيضًا في هذا اليوم.

### ألمانيا
Weiberfastnacht هي عطلة غير رسمية في راينلاند. في غالبية أماكن العمل ينتهي العمل قبل الظهر. تبدأ الاحتفالات الساعة 11:11 صباحًا في ألمانيا. بالمقارنة مع روزينمونتاج لا تكاد توجد أي مسيرات، لكن الناس يرتدون الأزياء ويحتفلون في الحانات وفي الشوارع. يتم الاحتفال تقليديًا بـ Beueler Weiberfastnacht («الكرنفال النسائي في بيويل») في مقاطعة بيويل في بون. يقال إن التقليد بدأ هنا في عام 1824 عندما شكلت النساء المحليات «لجنة الكرنفال» الخاصة بهن. يتم بث الاقتحام الرمزي لقاعة بلدية بيويل على الهواء مباشرة على شاشة التلفزيون. في العديد من المدن عبر ولاية نوردراين فيستفالن، أصبحت طقوس «استيلاء» النساء المحليات على المجالس البلدية تقليدًا. من بين العادات الراسخة الأخرى، في ذلك اليوم، تقطع النساء روابط الرجال، التي يُنظر إليها على أنها رمز لمكانة الرجل. يرتدي الرجال جذوع ربطات العنق ويحصلون على Bützchen (قبلة صغيرة) كتعويض.

### إيطاليا
يتم الاحتفال بـ Giovedì grasso (فات الخميس) في إيطاليا، لكنه لا يختلف كثيرًا عن مارتيدي جراسو (الثلاثاء البدين). في البندقية في مطلع القرن العشرين على سبيل المثال تميزت بـ «التنكيرات، معركة الزهور في الساحة الإضاءة العامة وافتتاح اليانصيب». ذكرت الكاتبة الإنجليزية ماري كوريلي "Giovedi Grasso" في روايتها الثانية Vendetta (1886) باعتباره يومًا «يكون فيه الخداع والتمثيل، والرقص، والصراخ، والصراخ في أوجها».